# Нарастване на точката
Нарастване на растеровата точка при печат (на английски: dot gain) в полиграфията е особеност в печатния процес, при който печатните материали изглеждат по-тъмни от зададените, тъй като растерните точки се увеличават в сравнение с проектираните.
Нарастването на точката е свързано с типа на машината, овлажняването, силата на натиск, използваната хартия и линеатурата, като при по-висока линеатура, нарастването е по-голямо.
Причини:
- водоустойчивост – различните хартии абсорбират мастилата по различен начин;
- човешки фактор;
- обратен ефект;
- предпечатна подготовка.